# Francisco Navarro Villoslada
 (mars 2024).
Si vous disposez d'ouvrages ou d'articles de référence ou si vous connaissez des sites web de qualité traitant du thème abordé ici, merci de compléter l'article en donnant les références utiles à sa vérifiabilité et en les liant à la section « Notes et références ».
Francisco Navarro Villoslada est un journaliste, romancier, essayiste et homme politique espagnol d'idéologie carliste né le 9 octobre 1818 à Viana, en Navarre et mort le 29 août 1895 dans la même ville.

## Biographie

### Jeunesse et formation
Francisco de Borja Navarro Villoslada et Navarro Villoslada (ses père et mère Manuel et María del Pilar sont cousins, d'où le doublement du patronyme) naît dans une maison du XVIIe siècle contigüe à l'église Saint-Pierre — aujourd'hui détruite — de la ville navarraise de Viana. Sa famille est d'idéologie progressiste, mais très catholique; Elle possède quelques terres et tire des revenus de diverses chapellenies.
Il grandit dans l'imposant environnement médiéval  de sa ville natale. Sa famille lui inculque la vocation religieuse et en 1829 il part à l'université de Saint-Jacques-de-Compostelle pour suivre études de philosophie (1829-1832) et de théologie (1832-1836).
Début 1836  il rentre à Viana et s'engage dans la  milice nationale pendant la Première Guerre carliste, avec son père et d'autres parents. Son poème Bilbao libre, renommé plus tard Luchana (1837) évoque le troisième siège de Bilbao par les Carlistes et chante les louanges de son vainqueur, le général progressiste Baldomero Espartero — ce que ne manqueront pas de lui rappeler ses ennemis politiques plus tard.

### Revues littéraires
Il reprend ses études, à Logroño en 1839 puis faire son droit de 1840 à 1845 à l'Université complutense de Madrid. Mais la fortune familiale est épuisée par les ravages de la guerre, et il commence à travailler pour plusieurs journaux et hebdomadaires pour payer ses études. En 1842 il crée la revue littéraire El Arpa del Creyente et il publie en 1844 ses deux premières comédies, Los encantos de la voz et La prensa libre. En 1846, il dirige quatre publications : El Semanario Pintoresco Español, El Siglo Pintoresco, El Español et Revista Literaria
Il fréquente alors des écrivains du mouvement romantisme conservateur : Gabriel García Tassara, Nicomedes Pastor Díaz, José Zorrilla, Ange de Saavedra et le journaliste Andrés Borrego.
En 1847 il se marie avec Teresa de Lune y Crespo et s'établit à Vitoria, ville natale de son épouse, où il exerce une charge de secrétaire du gouverneur civil d'Álava. Il fréquente alors des proto-nationalistes basques comme Augustin Chaho et Pedro de Egaña, avec lequel il fonde le journal La España. Le couple a deux filles, Blanche et Petra, mais sa femme meurt en 1851 et la famille part à Madrid. Il entre alors au ministère de l'Intérieur où il progresse dans les échelons.
En parallèle il collabore à d'éphémères publications : El Correo National (1838-1839), El Español (1845-1847) et El Padre Cobos (1854-1855). Il appartient alors au groupe dit des néocatholiques (ou neos). Il dirige en outre le Semanario Pittoresque (1846), El Siglo Pintoresco (1845-1847), La España (1848), El Parlamento, La Fe et La Ilustración Católica.
En 1860 il fonde avec le néocatholique Gabino Toit et José Alonso Ibáñez El Pensamiento Español, revue qui défend le traditionalisme catholique et le pape Pie IX. Il s'y investit totalement et en devient le directeur et l'unique propriétaire.

### Implication politique
Politiquement, Navarro Villoslada a évolué d'un timide progressisme dans les années 1830 vers le Parti Modéré à partir de la décennie 1850. Pour ce parti, il est député au Congrès en trois occasions (pour Estella en 1857-1858 et pour Pampelune en 1866 et en 1867-1868), puis il bascule dans le carlisme à la révolution de 1868.
En 1869 il est incarcéré quarante-cinq jours avec son frère Ciriaco, administrateur du journal, pour avoir critiqué dans un article Manuel Ruiz Zorrilla, ministre de Travaux publics qui avait ordonné un inventaire des joyaux de l'Église, préalable à leur saisie. Sorti de prison, il quitte l'Espagne pour un exil de cinq ans pour éviter de nouvelles poursuites. À Genève il devient secrétaire du prétendant carliste, Charles de Bourbon. Mais une fracture accidentelle de la jambe à Vienne le 25 janvier 1870 le contraint à abandonner ce poste, et Bourbon lui accorde le titre de baron de Villoslada.
Choisi sénateur du royaume pour Barcelone par le Parti carliste en 1871, il peut rentrer en Espagne en 1871 grâce à l'immunité que lui confère ce mandat.
Lorsqu'en 1872 éclate la troisième guerre carliste, Navarro Villoslada se retire de la politique active. Il se consacre alors à l'écriture de son roman historique Amaya ou Les Basques dans le VIIIe siècle, entre Viana et Madrid.
Charles de Bourbon l'appelle à nouveau en 1885 pour réunifier la presse carliste, mais il échoue dans cette mission et abandonne la charge en 1886, miné par une mauvaise santé et pas un isolement croissant. Il meurt le 29 août 1895.

### Carrière littéraire
Inspiré par la lecture de Walter Scott, Navarro Villoslada s'est adonné au genre du roman historique, s’appuyant sur une documentation minutieuse. C'est là qu'il obtient ses plus grands succès littéraires, à une époque où l'émergence du roman réaliste bourgeois fait péricliter ce genre. Il compose ainsi Doña Blanca de Navarra (1847), que certains tiennent pour le meilleur roman romantique espagnol et qui a été édité six fois, traduit en portugais et en anglais, a eu six éditions plus et il a été traduite au portugais et à l'anglais; Doña Urraca de Castilla (1849) et surtout Amaya ou Les Basques dans le VIIIe siècle (1879, paru en feuilleton entre 1877 et 1879 dans la revue bimensuelle La Ciencia Cristiana).
Ce roman magnifie le rôle déterminant des Basques, gagnés au christianisme, dans la lutte contre l'Islam et dans la chute de la monarchie Wisigoth. L'œuvre, d'haleine épique, narre des aventures et des légendes comme celles de Teodosio de Goñi ou de San Miguel d'Aralar et crée des personnages littéraires quasi mythologiques : Amaya, Lorea, Amagoya, García Jiménez, etc. Il a nourri le germe du nationalisme basque et a inspiré un film (1952) et l'opéra homónima de Jesús Guridi (1920). Le ton est moraliste, et offre une vision providencialiste et manichéenne de l'histoire. Le style est élaboré, truffé d'archaïsme, d'humour et d'ironie qui lui confèrent une saveur ancienne digne de Cervantès, de références bibliques et de proverbes.
Dans un tout autre style, son Historia de muchos Pepes décrit le milieu journalistique de son époque.
Navarro Villosada s'est aussi essayé au théâtre avec les comédies La prensa libre et Los encantos de la voz et les paroles de la zarzuela La dama del rey, inaugurée en 1865 avec musique d'Emilio Arrieta.
Chargé par le gouvernement de Bermúdez de Castro d'étudier l'imprimerie en France et en Autriche, il voyage en 1857 et 1858 : ses Itinerario de Madrid a Viena et Historia de la Imprenta Nacional comparada con las del Estado en París y Viena (1881) sont néanmoins restés inédits.
Une série d'articles intitulée Textos vivos est publiée dans El Pensamiento Español contre l'hétérodoxie universitaire, critiquant à la fois le materialisme de Pedro Tue et le spiritualisme progressiste krausiste de l'inspirateur de l'Institution Libre d'Enseignement, Julián Sanz de la Rivière.

## Fonds d'archives
Les archives de Navarro Villoslada sont en accès libre aux Archives générales de l'université de la Navarre.